# Epifanio García
Epifanio Ariel García Duarte (Sapucai, Paraguarí, 2 de julio de 1992) es un futbolista paraguayo. Juega como delantero centro.

## Trayectoria
Comenzó su carrera en Cerro Porteño con el que jugó la Copa Libertadores 2014.
Luego de quedar libre con Cerro firma por Club Guaraní, con el Club Guaraní fue campeón en el Torneo Clausura 2016 (Paraguay). Luego haría una gran Copa Libertadores 2017 donde anotó 2 goles.

### Belgrano
A mediados del 2017 llega como el sexto refuerzo de Club Atlético Belgrano. Llega a préstamo por un año con opción de compra. El 9 de septiembre, por la segunda fecha de la Superliga Argentina,  marca su primer gol con la camiseta celeste frente a San Martín de San Juan, en el encuentro que marcó la reapertura del estadio Julio César Villagra de barrio Alberdi,  luego de que el mismo fuera remodelado y ampliado su capacidad, dándole la victoria a su equipo. En la tercera fecha vuelve a convertir frente a Argentinos Juniors lo que sería el empate parcial en uno, del cotejo que terminarían ganando los cordobeses por 2 a 1.

## Clubes
| Club               | País      | Año         |
| ------------------ | --------- | ----------- |
| Cerro Porteño      | Paraguay  | 2011 - 2015 |
| Guaraní            | Paraguay  | 2016 - 2017 |
| Belgrano           | Argentina | 2017 - 2018 |
| Guaraní            | Paraguay  | 2018 - 2019 |
| River Plate        | Paraguay  | 2020        |
| 2 de Mayo          | Paraguay  | 2021        |
| 12 de Octubre F.C. | Paraguay  | 2024        |

### Goles en la Copa Libertadores
| Resultados | Resultados | Resultados | Resultados | Lugar    | Estadio                      | Fecha               | Temporada | Gol(es) |
| ---------- | ---------- | ---------- | ---------- | -------- | ---------------------------- | ------------------- | --------- | ------- |
| Guaraní    | 3          | 1          | Zamora     | Asunción | Estadio Defensores del Chaco | 12 de abril de 2017 | 2017      | 1 gol   |
| Guaraní    | 3          | 1          | Zamora     | Barinas  | Estadio Agustín Tovar        | 4 de mayo de 2017   | 2017      | 2 goles |

Para un total de 3 goles.

## Palmarés

### Campeonatos nacionales
| Título          | Club          | País     | Año  |
| --------------- | ------------- | -------- | ---- |
| Torneo Apertura | Cerro Porteño | Paraguay | 2012 |
| Torneo Clausura | Cerro Porteño | Paraguay | 2013 |
| Torneo Clausura | Guaraní       | Paraguay | 2016 |
| Copa Paraguay   | Guaraní       | Paraguay | 2018 |